# Israel Bursztyn

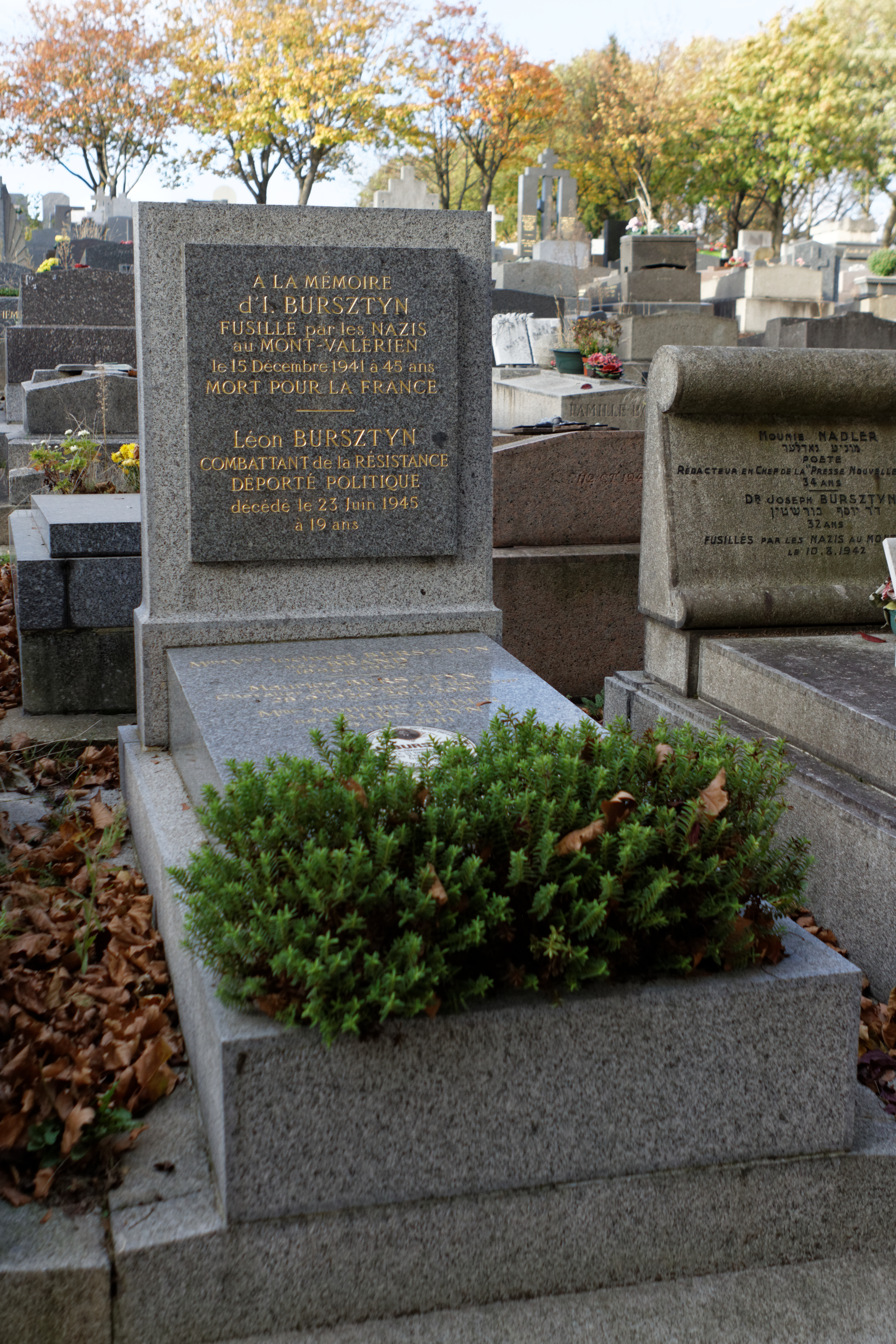
Erinnerung auf Père-Lachaise

Israel Bursztyn (geboren 7. Januar 1896 in Warschau, Russisches Kaiserreich; gestorben 15. Dezember 1941 in Suresnes, Frankreich) war ein polnisch-französischer Journalist.

## Leben
Bursztyn wuchs in einer kinderreichen Familie in Warschau auf. Er sprach fünf Sprachen und erlernte das Drechslerhandwerk. Im Ersten Weltkrieg wurde er nach der deutschen Eroberung Polens als Fremdarbeiter in den Bergbau des Ruhrgebiets geholt. Nach dem Friedensschluss von Brest-Litowsk ging er zurück nach Warschau, wurde aber dort wegen revolutionärer Aktivitäten inhaftiert. Wieder in Essen schloss er sich dem Spartakusbund an und wurde nach der Novemberrevolution in Deutschland zu sechs Jahren Gefängnis verurteilt. Der Haft entzog er sich in die Republik Polen und wurde dort 1919 als Soldat für die Kriege gegen die Sowjetunion eingezogen. 1923 übersiedelte er nach Frankreich. Bursztyn heiratete 1925 in Paris Jochwet („Ida“) Brand, die er in Essen kennengelernt hatte, die Familie erhielt 1930 die französische Staatsbürgerschaft. In Paris arbeitete er bis zur Weltwirtschaftskrise 1930 in der Möbelindustrie, danach war er arbeitslos und schlug sich als Händler auf Märkten durch. Er war Gewerkschafter und wurde Gewerkschaftssekretär und Schatzmeister in der „Union des travailleurs artisans et marchands forains“ (Hökermarkthändler) der Confédération Générale du Travail Unitaire (CGTU). Bursztyn trat der Kommunistischen Partei Frankreichs (PCF) bei. Er wurde bei der Gründung 1934 Mitherausgeber der mit der PCF verbundenen jiddischen Tageszeitung Naie Presse (La Presse Nouvelle) und Vorsitzender der Gesellschaft der jüdischen Arbeiterpresse. Bis 1938 arbeitete er auch in der Redaktion der Naien Presse. 
Bei Kriegsausbruch 1939 wurde er als Soldat mobilisiert. Nach der deutschen Eroberung Frankreichs 1940 war er als Kommunist und Jude doppelt gefährdet. In der im Untergrund tätigen Gewerkschaft Main-d'œuvre immigrée organisierte er Hilfe für die Familien, die von Kriegsgefangenschaft und Verfolgung betroffen waren. Im August 1941 wurde er bei der ersten Massenverhaftung von Juden (Rafle) im 11. Arrondissement von der französischen Gendarmerie im Lager Drancy inhaftiert.
Bursztyn war 1941 einer von einhundert sogenannten „jüdischen, kommunistischen und anarchistischen“ Geiseln, die auf Anordnung des Wehrmachtsbefehlshabers im besetzten Frankreich Otto von Stülpnagel nach mehreren Attentaten als Repressalie im Wehrmachtsgefängnis Mont Valérien erschossen wurden. Unter den Geiseln bei dieser Exekution waren auch die Kommunisten Gabriel Péri und Lucien Sampaix.
Seine Frau Jochwet Bursztyn wurde 1941 im Gefängnis Tourelles inhaftiert, sie kam 1942 frei und ging im unbesetzten Frankreich in die Illegalität. Der 1920 in Warschau geborene Sohn Moritz Bursztyn konnte 1941 aus der Haft entweichen und blieb im Untergrund. Der 1926 in Paris geborene Sohn und Résistancekämpfer Leon Bursztyn wurde aus dem Lager Drancy in das KZ Auschwitz deportiert und starb dort nach der Befreiung am 23. Juni 1945. 